# 斑纹华蜗牛
斑纹华蜗牛（学名：Cathaica przewalskii）为巴蜗牛科华蜗牛属的动物，是中国的特有物种。分布于新疆、甘肃、宁夏、四川、云南等地，生活环境为陆地，一般生活于山区坡地、丘陵地区的灌木草丛中、农田路边松软泥土中以及石块下。